# Кальдарій

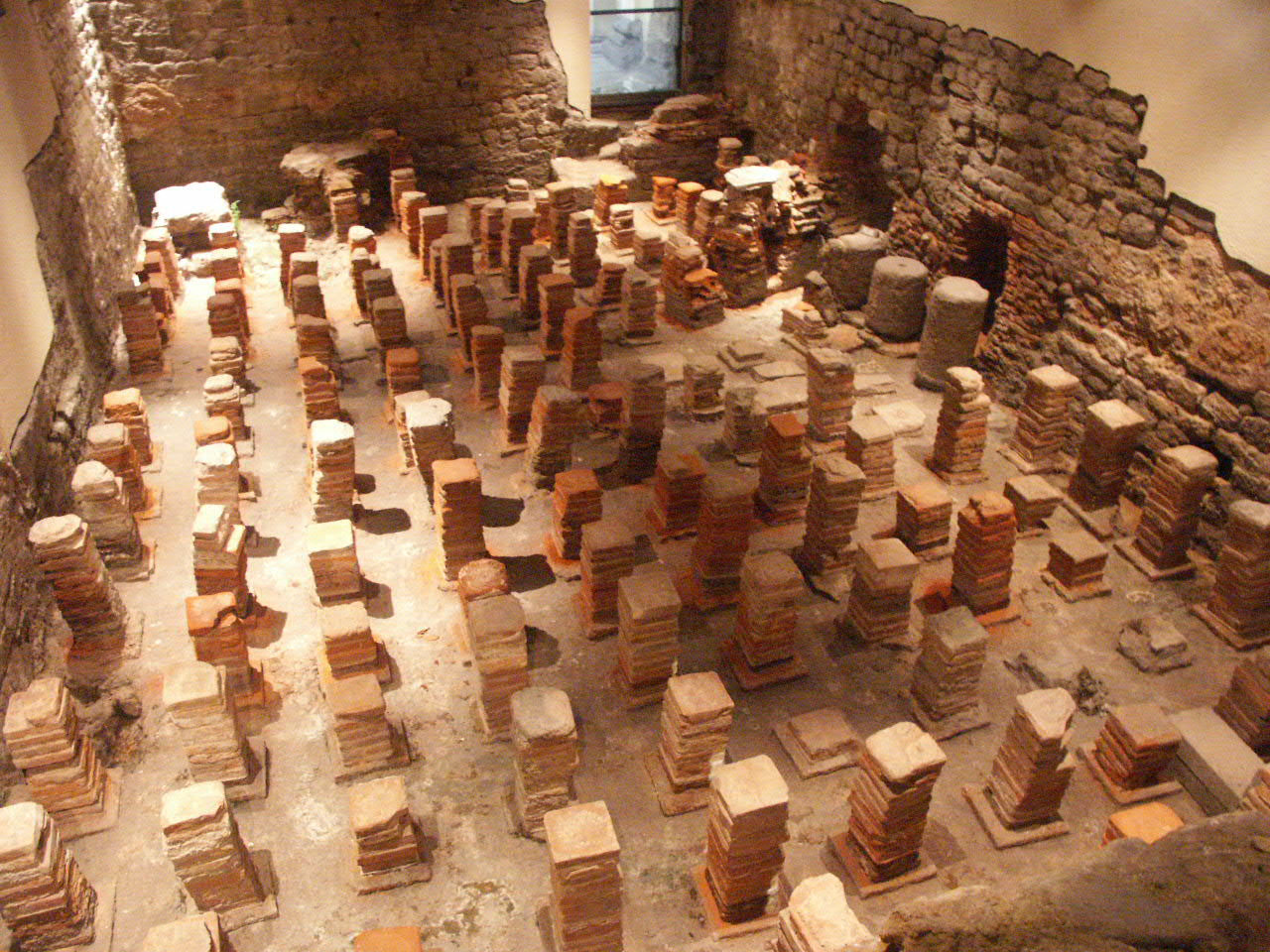
Кальдарій у Баті. Підлогу знято; видно порожнини, якими циркулювало нагріте повітря.

Кальдарій, кальдаріум (лат. caldarium, calidarium, від calida — «гаряча вода») — одне з основних приміщень римських терм, зал із гарячою водою.
Як правило, мав купольне покриття; у верхній частині стін розташовувалися один або два ряди віконних отворів. У залі були басейни з гарячою водою, які часто розташовувалися вздовж стін. Підлога та стіни обігрівалися гарячим повітрям, яке забезпечував гіпокауст.
Перед кальдарієм містилися басейн з холодною водою (фригідарій) та тепідарій.